# Atherimorpha mcalpinei
Atherimorpha mcalpinei är en tvåvingeart som beskrevs av Paramonov 1962. Atherimorpha mcalpinei ingår i släktet Atherimorpha och familjen snäppflugor. Inga underarter finns listade i Catalogue of Life.